# 勒莫莱-利特里
勒莫莱-利特里（法語：Le Molay-Littry，法語發音：[lə mɔlɛ litʁi] ⓘ）是法国卡尔瓦多斯省的一个市镇，位于该省西北部，属于巴约区。该市镇于1968年由原市镇勒莫莱（Le Molay）和利特里（Littry）合并而成。

## 地理
勒莫莱-利特里（49°14'33"N, 0°52'23"W）面积27.12 平方千米，位于法国诺曼底大区卡爾瓦多斯省，该省份为法国西北部沿海省份，北濒大西洋英吉利海峡，东北与滨海塞纳省以海上边界相接，东临厄尔省，南至奧恩省，西与芒什省接壤。
与勒莫莱-利特里接壤的市镇（或旧市镇、城区）包括：贝桑地区勒布勒伊、克鲁艾、蒙菲凯、圣马丹德布拉尼、桑镇、索内、图尼耶尔、勒特龙凯、瑟里西拉福雷。

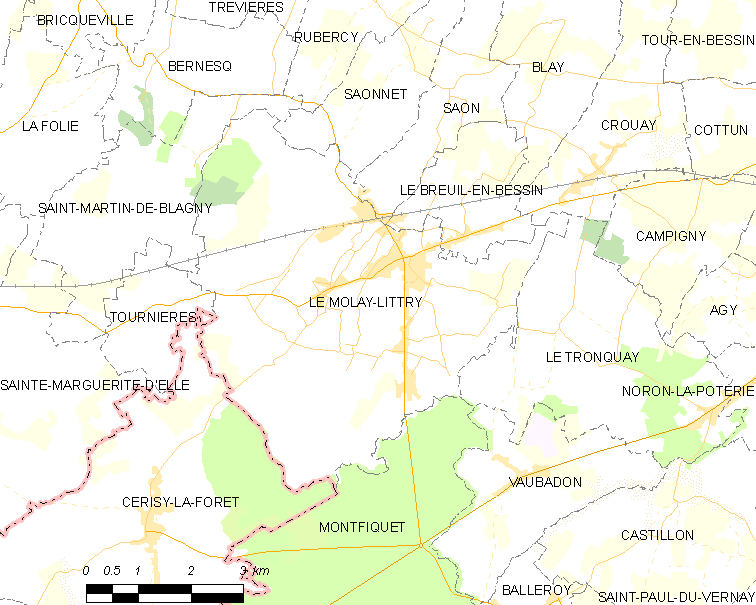
勒莫莱-利特里的OSM定位图

勒莫莱-利特里的时区为UTC+01:00、UTC+02:00（夏令时）。

## 行政
勒莫莱-利特里的邮政编码为14330，INSEE市镇编码为14370。

## 政治
勒莫莱-利特里所属的省级选区为特雷维耶尔县。

## 人口

1962-2008年间勒莫莱-利特里人口变化图示

勒莫莱-利特里于2022年1月1日时的人口数量为3092人。